# Nosotek
Nosotek là công ty liên doanh đầu tiên về công nghệ thông tin do phương Tây đầu tư ở Bắc Triều Tiên. Công ty được thành lập vào năm 2008 bởi Tổng Liên đoàn Khoa học và Công nghệ Cộng hòa Dân chủ Nhân dân Triều Tiên (GFST) và các doanh nhân nước ngoài là Felix Abt và Volker Eloesser. Nosotek đã được biết đến trong việc phát triển trò chơi máy tính cho các nền tảng khác nhau, chẳng hạn như iPhone, j2me và Wii.
Thị trường mục tiêu chính là châu Âu, nhưng cũng có những tin đồn rằng Nosotek còn đang trong quá trình phát triển các tựa game dành cho thị trường Mỹ dựa trên News Corporation. Năm 2012, Nosotek đã phát triển Pyongyang Racer, một tựa game đua xe dựa trên trình duyệt Internet, nhằm thúc đẩy du lịch đến Bắc Triều Tiên.